# MegamasS
MegamasS — український рок-гурт. Виконують пісні в стилі альтернативний рок та метал.

## Історія гурту
Гурт «MegamasS» був створений в 2004 році Олексієм Сидоренко (гітара) і Глібом Процівом (ударні) в Києві. Ідея назви колективу належить Глібу Проціву, і являє собою транслітерацію: з грецької на російську мову слова mega («большой») і з латинскої мови на російську слова massa («множество»). У 2005 році до гурту приєднуются Олександр Грідін (гітара, вокал) і Олександр Коломієць (бас-гітара). Написанням текстів пісень «MegamasS» займається Гліб Проців. У 2006 році гурт робить перші демо-записи. На мотофестивалі в містечку Веселе проходить перший виступ колективу, де також бере участь, як конферанс'є, Денис Дорофєєв.

### 2006–2008
У 2006 році автором текстів «MegamasS» стає Денис Дорофєєв. У 2007-му до гурту приходить новий вокаліст Руслан Назаренко. Олександр Грідін, залишаючи за собою посаду гітариста, займає місце бек-вокаліста. У 2008-му «MegamasS» записує композиції «Донбасс», «Лебедь» і «Отец»; останню лейбл «Інша Музика» включає в свою збірку «Re:Еволюція». Продюсер «Інша Музика» Влад Ляшенко стає концертним директором групи. «MegamasS» дає концерти в Києві та Львові. У колективі з'являється новий учасник — Олег Пузан (клавішні).

### 2009–2010
Навесні 2009 року «MegamasS» виступає, як розігріваючий гурт, на 10-річному ювілеї лідерів української важкої сцени — «ТОЛ». Влітку 2009-го гурт приступає до запису дебютного альбому на студії «З ранку до ночі». У квітні 2010 року виходить повноформатний альбом. Диск під назвою «СверхрельеФ» випущений незалежним лейблом «Іншамузика» та компанією «Moon Records». Зведення та мастеринг альбому здійснив Сергій KNOB Любинський (гурт «ТОЛ»). Крім 8-ми основних треків, альбом включає в себе також вірші виконані Денисом Дорофеєвим і бонуси пісень «Лебедь» і «Отец», де вокалістами виступили відповідно Роман Омельченко («PERISHING HUMANITY») та Віктор Новосьолов («АННА») з Василем Прозоровим («ТОЛ»). Концертна презентація альбому «MegamasS» відбулася 17 квітня в київському клубі «Бінго», на спільному виступі з гуртами «ТонкаяКраснаяНить» і «Психея». На наступний день музиканти представили «СверхрельеФ» на фестивалі «Руйнація» у Львові. Концертне відео на пісню «Бей, Вова!» включається до офіційний DVD-збірку «Руйнація VII». Напередодні зимових концертів у Вінниці та Івано-Франківську гурт покидає один з лідерів і засновників «MegamasS» — барабанщик Гліб Проців. Його місце, в терміновому порядку, займає Владислав Уласевіч з гурту «ЗЛАМ».

### 2011–2012
У 2011 році «MegamasS» виступає в Хмельницькому та Донецьку, а також бере участь у фестивалі організованому лейблом «Інша Музика» що зібрав на одній сцені лідерів української альтернативної музики. Восени гурт приступає до запису другого альбому на студії «Revet Sound». У березні 2012 року дає спільні концерти: з «ТонкаяКраснаяНить» і «Amatory» в Дніпропетровську, з «Joncofy» і «Skinhate» у Києві.

## Учасники гурту
- Олексій «Шерхан» Сидоренко — соло-гітара
- Олександр «Дичь» Грідін - вокал
- Дмитро «Терм» Андрухов — бас-гітара
- Вадим Владимирович — ударні інструменти

### Колишні учасники
- Гліб «Палыч» Проців — ударні інструменти (2004–2011)
- Владислав Уласевич — ударні інструменти (2011–2012)
- Денис «Денайс» Дорофєєв — автор текстів (2004–2014)
- Олександр «Дичь» Грідін — ритм-гітара, вокал (2004–2014)
- Олександр «Шерсть» Коломієць — бас-гітара (2004–2014)
- Олег «Капоне» Пузан — клавішні інструменти, звукові ефекти (2004–2014)
- Руслан «Рус» Назаренко — вокал (2004-2015)

## Дискографія
- 2010 — «СверхрельеФ»
- 2012 — «Его Величество Удар»
- 2013 — «Коля» Single
- 2014 — «Odin», EP
- 2015 — «Odin II», EP
- 2016 — «Odin», III», EP

## Кліпи
- «Казнь» [Архівовано 23 грудня 2017 у Wayback Machine.] (2012)
- «Сон» [Архівовано 30 червня 2014 у Wayback Machine.] (2013)
- «Я один из богов» [Архівовано 30 червня 2014 у Wayback Machine.] (2014)
- «Результат ft. Orex» [Архівовано 27 березня 2016 у Wayback Machine.] (2015)
- «Legion» [Архівовано 30 березня 2016 у Wayback Machine.] (2015)
- «Точка.» [Архівовано 8 березня 2016 у Wayback Machine.] (2016)

## Цікаві факти
- Учасники «MegamasS» визначають свій стиль як «Спорт-Рок». Музиканти виходять на сцену в спортивних костюмах і виступають за здоровий спосіб життя.
- Лірика «MegamasS» близька за змістом до «міського романсу», а виступам гурту передують читання віршів російських класиків і завершують вірші, що належать перу автора пісень «MegamasS», Дениса Дорофєєва.
- Олексій Сидоренко (соло-гітара) є представниками гітарного бренду «Ibanez» в Україні.
- Незважаючи на те, що гурт базується в Києві, в ньому немає жодного корінного киянина, а автор пісень Денис Дорофєєв живе і працює в місті Хайфа, Ізраїль.